# Tsutsui Junkei
Tsutsui Junkei est un nom japonais traditionnel ; le nom de famille (ou le nom d'école), Tsutsui, précède donc le prénom (ou le nom d'artiste).
Tsutsui Junkei (筒井 順慶, 31 mars 1549 - 15 septembre 1584), fils de Tsutsui Junshō, est un daimyo de la province de Yamato.
Très tôt, Junkei possède son propre château (château de Tsutsui) qui lui est enlevé par Matsunaga Hisahide, l'un des guerriers les plus puissants de la région dans le Japon féodal de l'époque. Plus tard, en unissant ses forces à celles d'Oda Nobunaga, Junkei défait Hisahide au mont Shigi en 1577. Le château d'origine de Junkei est repris après la bataille, mais peu de temps après doit être abandonné sur l'ordre de Nobunaga. Il est ensuite nommé au poste de daimyo de Yamato par Nobunaga et autorisé à construire un nouveau château (château de Kōriyama) à Yamatokōriyama. Durant la bataille de Yamazaki en 1582, Junkei refuse de s'engager pour une partie ou l'autre et reste neutre. Sa gouvernance de Yamato lui est garantie par le vainqueur, Toyotomi Hideyoshi. Après la mort de Junkei en 1584, Tsutsui Sadatsugu, un cousin et fils adopté de Junkei, lui succède à la tête du clan Tsutsui. Par la suite, les Tsutsui perdent la gouvernance de Yamato au profit de Toyotomi Hidenaga, beau-frère de Hideyoshi, à la mort de Junkei. Les Tsutsui eux-mêmes sont transférés dans la province d'Iga sur ordre de Hideyoshi,.

## Source de la traduction
- (en) Cet article est partiellement ou en totalité issu de l’article de Wikipédia en anglais intitulé « Tsutsui Junkei » (voir la liste des auteurs).